# Стеклянный дворец (рассказ)
«Стекля́нный дворе́ц» (тур. Sırça Köşk) — рассказ-притча турецкого писателя Сабахаттина Али, написанный в 1946 году и вошедший в сборник рассказов «Стеклянный дворец». Один из острейших социально-политических и сатирических рассказов писателя.

## Сюжет
Трое бездельников скитаются по свету и хотят где-нибудь осесть и зажить в своё удовольствие, ничего при этом не делая. В конце концов они приходят в столицу страны, где жил трудолюбивый народ. Здесь каждый работал согласно своим способностям и получал из «общего котла» согласно своим потребностям. Жили в этой стране «без господ и слуг, дружно и мирно, без раздоров и ссор», а все споры решали люди, выбираемых для этих целей из народа.
Один из троих приятелей придумывает план, как им зажить здесь припеваючи. Друзья начинают ходить по городу и сначала публично восхищаются всем, что видят, а затем так же публично выражают удивление, что в таком прекрасном городе нет стеклянного дворца и, более того, местные жители даже не знают, что это такое. Они говорят, что не собираются оставаться в этом городе, где нет стеклянного дворца, и что они уйдут в другой город, где есть такой дворец. Жители города просят их остаться и выражают готовность на любые расходы для постройки стеклянного дворца, чтобы их страна ни в чём не отставала от других.
Под руководством трёх друзей жители выстраивают дворец. Приятели сразу же в нём поселяются и требуют обеспечить охрану для дворца и продовольствие для неё и для них самих. Вскоре во дворце появляются всё новые люди, которые поняли, что здесь можно жить за чужой счёт, ничего при этом не делая. Формально, однако, они все чем-то заняты: кто-то ведёт учёт продуктов, кто-то следит за уборкой во дворце, кто-то является помощником кого-то из вышеперечисленных … Люди, попавшие во дворец, уже не хотят оттуда уходить и внушают оставшимся горожанам о величии и необходимости стеклянного дворца.
Людей во дворце становится всё больше, и горожанам уже трудно их всех прокормить. У горожан начинают отбирать продовольствие силой, а тех, кто сопротивляется, сажают в темницу во дворце. Недовольных заставляют молчать. «Народ никак не мог избавиться от ярма, которое сам себе надел на шею».
В конце концов, когда горожанам уже нечего отдать, их заставляют привести во дворец всех оставшихся баранов. Но, видя недовольство народа, приятели — новоиспечённые правители — решают «в знак великодушия» отдать народу бараньи головы. Но люди обнаруживают, что и в отданных им бараньих головах осталось мало съедобного: у одной уже вынут мозг, у другой отрезан язык, у третьей вытащены глаза … И тогда кто-то в гневе и отчаянии бросает баранью голову во дворец. Неожиданно для всех в стеклянном дворце образуется огромная брешь. А им-то говорили, что дворец велик и неприступен! Люди начинают бросать одну за другой бараньи головы во дворец, и он разваливается, похоронив под развалинами своих обитателей.
Жители города возвращаются к прежней жизни. Снова дела в стране решают люди, выбранные из народа. Но люди запомнили урок стеклянного дворца, и в народе стали говорить: «Смотрите, никогда больше не воздвигайте стеклянных дворцов. А если такой дворец всё-таки будет построен — не верьте, что его нельзя разбить. Чтобы разрушить даже самый величественный из дворцов, достаточно, если полетит несколько голов».